# Samia obscura
Samia obscura är en fjärilsart som beskrevs av Butler 1879. Samia obscura ingår i släktet Samia och familjen påfågelsspinnare. Inga underarter finns listade.